# Тинець (Свентокшиське воєводство)
Тинець (пол. Tyniec) — село в Польщі, у гміні Окса Єнджейовського повіту Свентокшиського воєводства.
Населення — 426 осіб (2011).
У 1975-1998 роках село належало до Келецького воєводства.

## Демографія
Демографічна структура на день 31 березня 2011 року:
|          | Загалом | Допрацездатний вік | Працездатний вік | Постпрацездатний вік |
| -------- | ------- | ------------------ | ---------------- | -------------------- |
| Чоловіки | 229     | 55                 | 139              | 35                   |
| Жінки    | 197     | 39                 | 106              | 52                   |
| Разом    | 426     | 94                 | 245              | 87                   |